# نیکولای ایلیف
نیکولای ایلیف (بلغاری: Николай Илиев؛ زادهٔ ۳۱ مارس ۱۹۶۴) یک بازیکن فوتبال اهل بلغارستان است.
از باشگاه‌هایی که در آن بازی کرده‌است می‌توان به باشگاه فوتبال هرتابرلین، باشگاه فوتبال رن، باشگاه فوتبال لفسکی صوفیه و باشگاه فوتبال بولونیا اشاره کرد.
وی همچنین در تیم ملی فوتبال بلغارستان بازی کرده‌است.